# أنطوانيت بورينيون
أنطوانيت بورينيون دي لا بورت ولدت في 13 يناير 1616و توفيت في 30 أكتوبر1680 كانت صوفية ومغامرًة فرنسيًة فلمنكيًة . لقد علمت أن نهاية العالم سوف تأتي قريبًا وأن يوم الدينونة الأخير سوف يقع بعد ذلك. اعتقدت أن الله اختارها لاستعادة المسيحية الحقيقية على الأرض وأصبحت الشخصية المركزية لشبكة روحية امتدت إلى ما وراء حدود الجمهورية الهولندية ، بما في ذلك هولشتاين واسكتلندا . كانت طائفة بورينيون تنتمي إلى الحركات الروحانية التي وصفت بأنها "القوة الثالثة".

## السنوات المبكرة
ولدت أنطوانيت لعائلة من التجار الكاثوليك الأثرياء في ليل عام 1616.  ولدت بتشوهات شديدة في الشفة والحنك ، وفي البداية كان هناك جدل حول ما إذا كانت حياتها تستحق الحفاظ عليها ، على الرغم من أن الجراحة اللاحقة أزالت العيب الخلقي تمامًا.  وبحسب روايتها الخاصة، فقد انجذبت إلى الدين منذ سن مبكرة، حيث ألقت محاضرات على والديها عن الدين عندما كانت في الخامسة من عمرها. 

## الحياة المهنية
في عام 1636، هربت من زواج رتبه لها والدها، ولكن تم إرجاعها إلى المنزل بعد فترة وجيزة. بعد ثمانية عشر شهرًا قضتها في المنزل،  غادرت لتشكيل مجتمع زاهد في مونس، وكانت هذه أولى محاولاتها العديدة في حياتها لإنشاء مجتمع جديد حول الوحي الذي اعتقدت أنه قد تم الكشف عنه لها بشكل مباشر. 
كانت أنطوانيت تفضل الانضمام إلى جماعة دينية صارمة، وهي جماعة الكرمليين الحفاة. وفي عام 1653 أسست دار أيتام للفتيات بأموال الميراث. وفي عام 1662 هربت إلى غنت وميشلين، بعد أن حقق القاضي في النظام القاسي لدار الأيتام بعد وفاة إحدى الفتيات هناك. ودعت بورينيون أنه على اتصال مباشر بالله واتهم الفتيات بعقد ميثاق مع الشيطان.
لم تكن بورينيون راضية عن البذخ والترف الذي تتمتع به الكنيسة الكاثوليكية، وأرادت تأسيس مجتمع من المسيحيين الحقيقيين كما كانت تعتقد . كانت وجهة نظرها هي أن "المسيحيين الحقيقيين" فقط هم الذين سينقذون، وكانت تؤمن بأنه قد اصطفاها الله لجمع هؤلاء المسيحيين الحقيقيين. في ميكلين فازت بأول أتباعها، كريستيان دي كورت. كان لدى دي كورت خطط كبيرة لإنشاء مستعمرة جديدة على نوردستراند ، وهي جزيرة قبالة ساحل شليسفيج هولشتاين . تأسست هناك جماعة كاثوليكية رومانية منذ عام 1652 تتكون من عمال السدود من برابانت . وفي عام 1667 انتقلت مع دي كورت إلى أمستردام لجذب المزيد من الرعاة. هناك التقت بجان دي لابادي ، كومينيوس وآنا ماريا فان شيرمان وبدأت في نشر كتاباتها.